# 墨西拿省
墨西拿省（義大利語：Provincia di Messina），是意大利西西里岛自治区的一个省。首府为墨西拿。2015年时被墨西拿廣域市所取代。

## 地理

### 版图
墨西拿省面积为3,247平方（1,254平方英里），相当于西西里岛总面积的12.6％，总人口超过65万，共有108个市镇。
该省包括埃奥利群岛，群岛中除萨利纳岛之外均属于利帕里市镇。该地区主要是山区，除了各河流冲积平原外。最大的平原是在米拉佐和巴切洛纳-波佐迪戈托之间的地区，与墨西拿一起，形成了大约50万居民的大都市区，这是意大利南部最大的城市之一。大部分人口集中在沿海地区，而山区城镇在19世纪基本上被抛弃。
主要的山是海拔1,300（4,300英尺）高的佩洛里塔尼山，以及海拔1,900（6,200英尺）高的内布罗迪山，它们都被列入区域自然保护区。
该省的河流包括阿爾坎塔拉河和波利納河，与西面的巴勒莫省形成边界。

### 主要市镇
按人口计的主要市镇：
| 市镇                | 人口    |
| ------------------- | ------- |
| 墨西拿              | 246,951 |
| 巴切洛纳-波佐迪戈托 | 41,157  |
| 米拉佐              | 32,600  |
| 帕蒂                | 13,241  |
| 圣阿加塔-迪米利泰洛 | 13,026  |
| 卡波多尔兰多        | 12,928  |
| 陶尔米纳            | 10,909  |
| 利帕里              | 10,782  |

## 图集

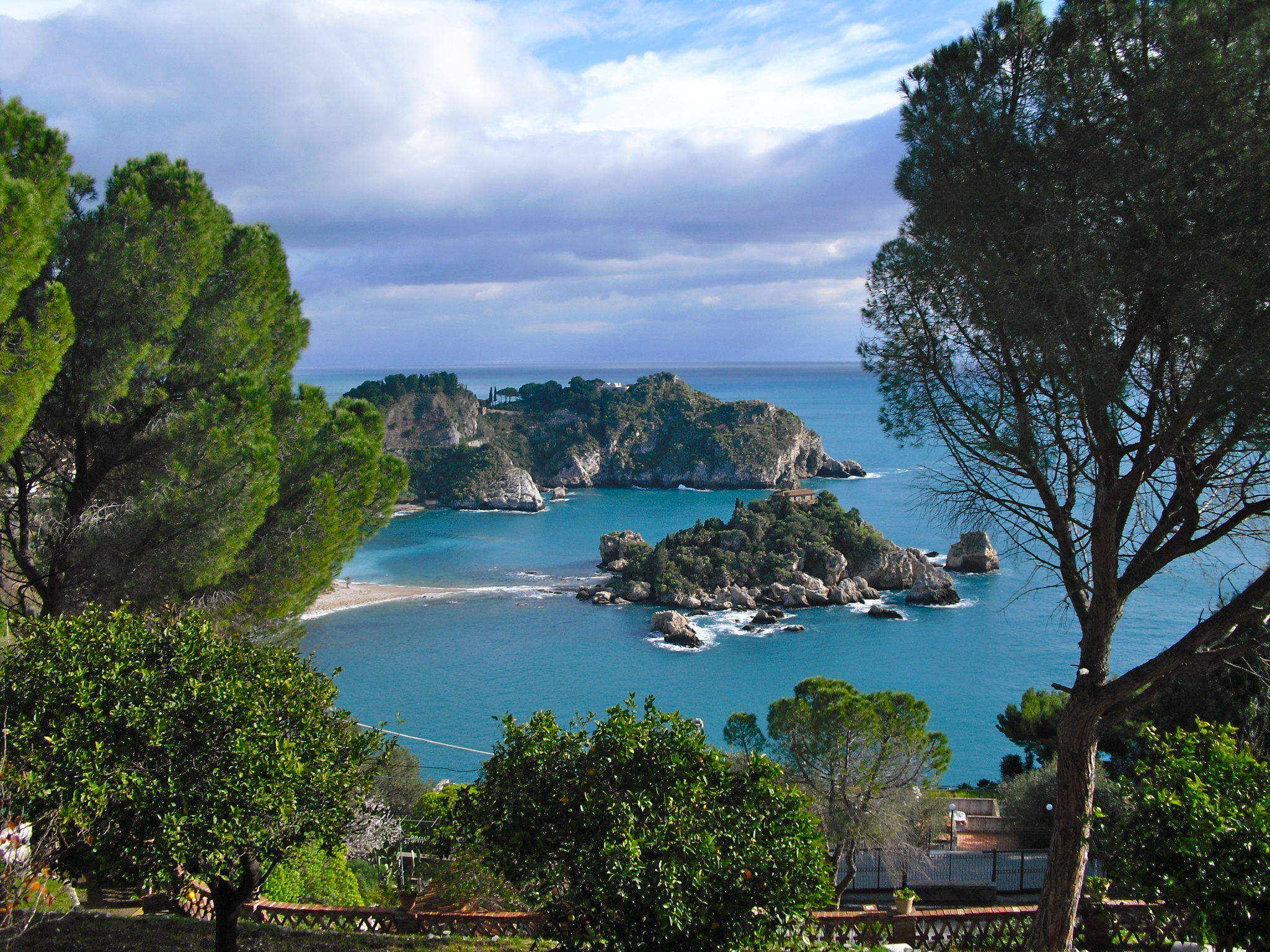
陶尔米纳市镇
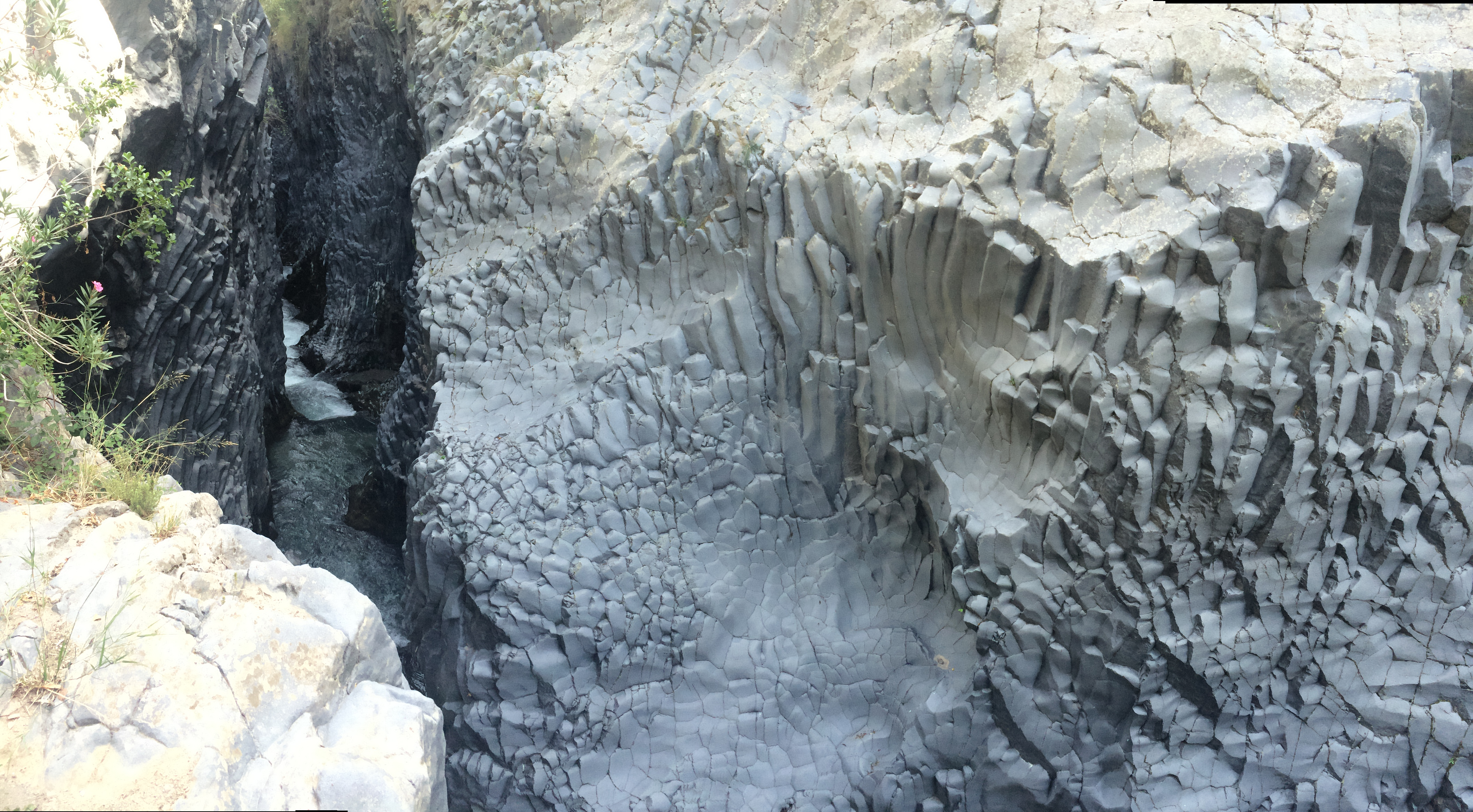
阿尔坎塔拉河峡谷
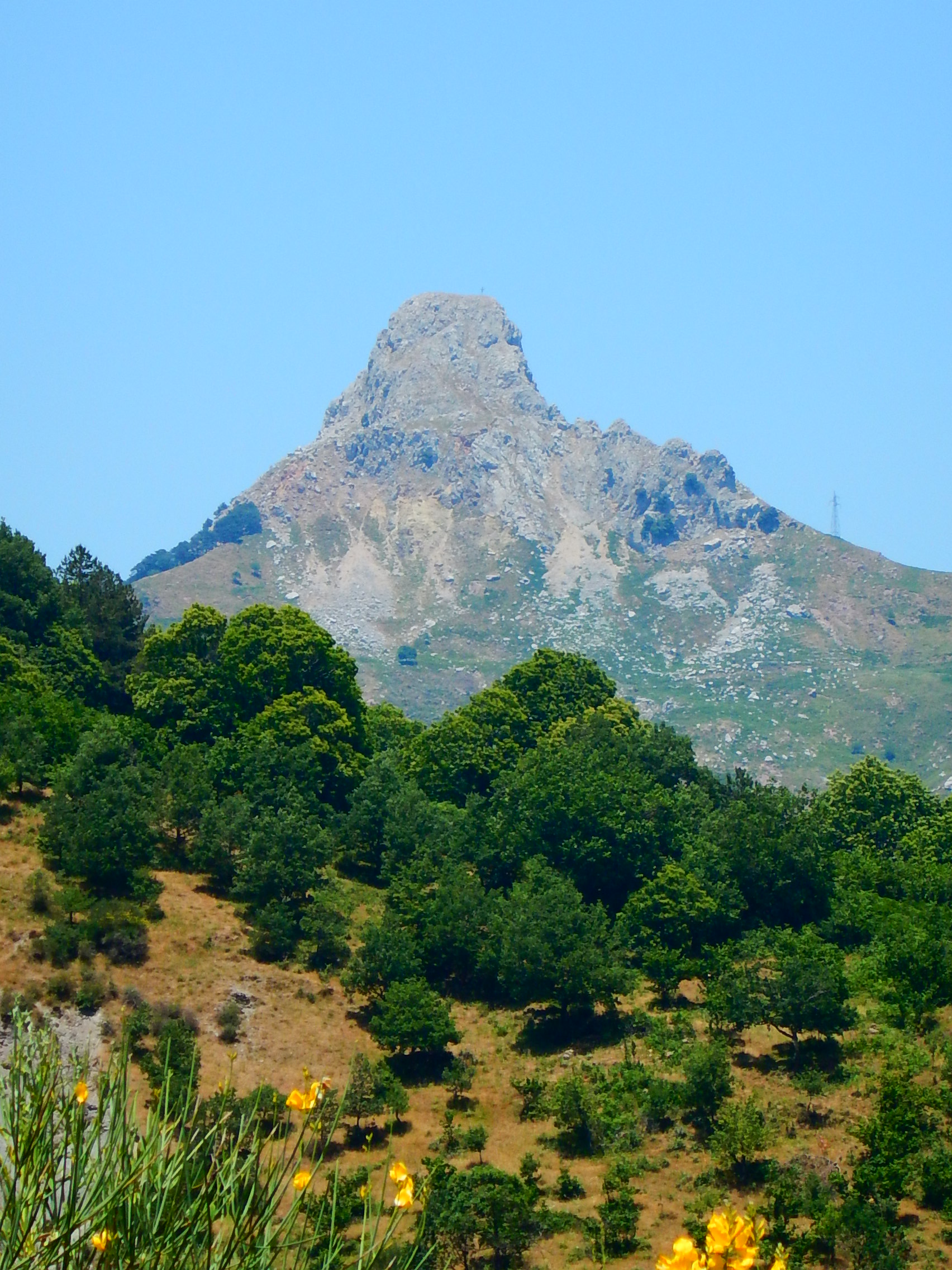
从丰达凯利-凡蒂纳镇面向诺瓦拉要塞
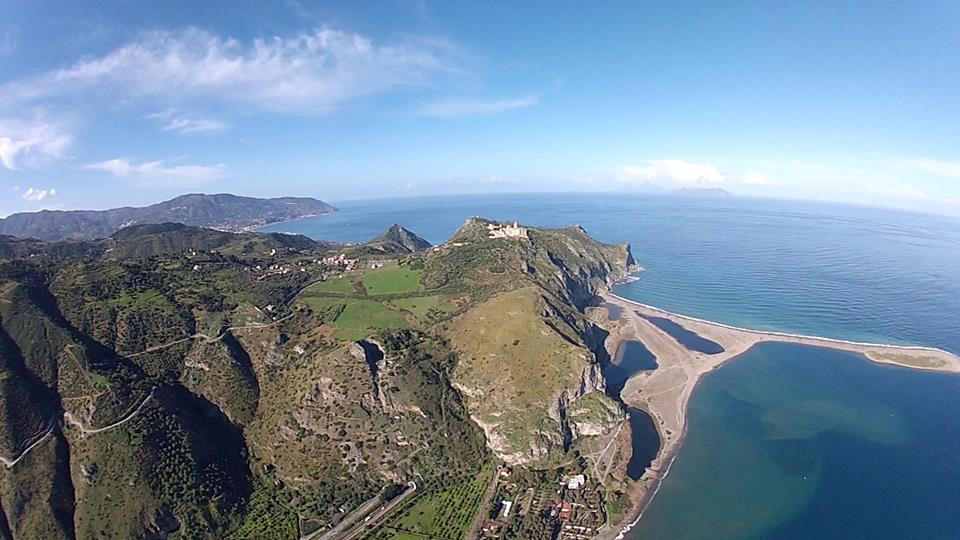
马里内洛湖
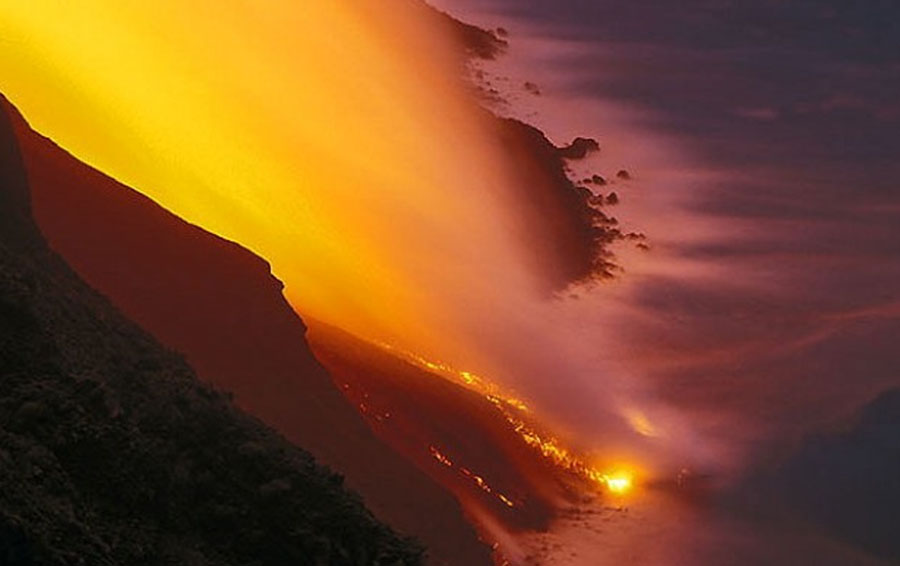
埃奥利群岛中的斯通波利島火山